# Basilica Sempronia
De Basilica Sempronia was een basilica uit de 2e eeuw v.Chr. op het Forum Romanum in het oude Rome.
De basilica werd in 169 v.Chr. gebouwd door Tiberius Sempronius Gracchus (de vader van de bekende volkstribunen Tiberius en Gaius Sempronius Gracchus), die in dat jaar censor was. Hij kocht het huis van Scipio Africanus en enkele slagerswinkels en stallen, om na afbraak op het vrijgekomen terrein zijn basilica te bouwen. In de Basilica Sempronia werd het hooggerechtshof van Rome gevestigd.
In de 1e eeuw v.Chr. verdween de basilica, mogelijk na een brand. Julius Caesar liet in 54 v.Chr. op dezelfde plaats de veel grotere Basilica Julia bouwen. Bij opgravingen in de Basilica Julia zijn ook enkele oudere restanten van de Basilica Sempronia aangetroffen.

## Antieke bron
1. ↑  Livius, Ab Urbe Condita 44.16

## Referentie
- L. Richardson, jr, A New Topographical Dictionary of Ancient Rome, Baltimore - London 1992. pp. 56. ISBN 0801843006
- F. Coarelli, Rome and Environs - An Archaeological Guide, Berkeley 2007. pp.71. ISBN 9780520079618
- J. Lendering, Stad in marmer. Gids voor het antieke Rome aan de hand van tijdgenoten, Amsterdam, 2002. pp.141 ISBN 902533153X